# Ljubljanska divizija (Slovenska narodna vojska)
Ljubljanska divizija je bila kratkotrajna divizija Slovenske narodne vojske.

## Zgodovina
Medtem, ko je bila ustanovitev predvidena že za zimo 1944-45, pa se je ilegalno formiranje pričelo 21. januarja 1945. Takrat je bilo določeno, da se bodo enote Slovenskega domobranstva preoblikovale v divizijske enote. Toda zaradi nemškega nasprotovanja se je divizija formalno organizirala šele 20. maja 1945 na avstrijskem Koroškem, ko je bila že brez prave vojaške vrednosti; izgubili so vso oborožitev in bili v britanskem vojnem ujetništvu.

## Organizacija
20. maj 1945
- 1. polk

- štab

- 1. bataljon

- 1. četa
- 2. četa
- 3. četa
- 1. težka četa

- 2. bataljon

- 4. četa
- 5. četa
- 6. četa
- 2. težka četa

- 3. bataljon

- 7. četa
- 8. četa
- 9. četa
- 3. težka četa

- 2. polk

- štab

- 1. bataljon

- 1. četa
- 2. četa
- 3. četa
- 1. težka četa

- 2. bataljon

- 4. četa
- 5. četa
- 6. četa
- 2. težka četa

- 3. bataljon

- 7. četa
- 8. četa
- 9. četa
- 3. težka četa

- 3. polk

- štab

- 1. bataljon

- 1. četa
- 2. četa
- 3. četa
- 1. težka četa

- 2. bataljon

- 4. četa
- 5. četa
- 6. četa
- 2. težka četa

- 3. bataljon

- 7. četa
- 8. četa
- 9. četa
- 3. težka četa

- 4. polk

- štab

- 1. bataljon

- 1. četa
- 2. četa
- 3. četa
- 1. težka četa

- 2. bataljon

- 4. četa
- 5. četa
- 6. četa
- 2. težka četa

- 3. bataljon

- 7. četa
- 8. četa
- 9. četa
- 3. težka četa

- Tehnični bataljon

- Pionirska četa
- Obrtniška četa

- Artilerijski divizion

- 1. baterija
- 2. baterija
- 3. baterija

- Dopolnilni bataljon

- 1. četa
- 2. četa
- 3. četa
- 4. četa
- 5. četa
- Rekonvalescentna četa
- Delovna četa

- Divizijska štabna četa

- Orožniški bataljon

## Poveljstvo
- poveljnik: general Franc Krener
- pomočnik poveljnika: polkovnik Milko Vizjak
- načelnik štaba: podpolkovnik Ivan Drčar
- pomočnik načelnika štaba: kapetan 1. razreda Franjo Sekolec